# 單伯
单伯（？—？），春秋时期东周王室的卿士，单国的国君，名不详。前693年（周庄王四年，鲁庄公元年）夏，单伯送天子之女王姬嫁给齐襄公。